# Wolfgang Klotz
Wolfgang Klotz (n. 4 noiembrie 1951, Torgau, Republica Democrată Germană, Germania) este un gimnast artistic ce a reprezentat Republica Democrată Germană, medaliat olimpic. A participat la 2 ediții ale Jocurilor Olimpice (1972, 1976) în care a câștigat două medalii de bronz.